# Cantó de Recey-sur-Ource
El cantó de Recey-sur-Ource és un cantó francès del departament de Costa d'Or, situat al districte de Montbard. Té 17 municipis i el cap és Recey-sur-Ource.

## Municipis
- Beneuvre
- Bure-les-Templiers
- Buxerolles
- Chambain
- Chaugey
- Essarois
- Faverolles-lès-Lucey
- Gurgy-la-Ville
- Gurgy-le-Château
- Leuglay
- Lucey
- Menesble
- Montmoyen
- Recey-sur-Ource
- Saint-Broing-les-Moines
- Terrefondrée
- Voulaines-les-Templiers

## Història
| Data d'elecció                           | Identitat               | Partit                               | Qualitat |
| ---------------------------------------- | ----------------------- | ------------------------------------ | -------- |
| 1945-1976                                | Jean Parisot            | SFIO, després PS                     |          |
| 1976-1982                                | Mme Parisot             | Divers gauche, després divers droite |          |
| 1982-1988                                | Marcel Mathiaut         | app. UDF                             |          |
| 1988-1994                                | Florence Prevost-Guérin | RPR, després divers droite           |          |
| 1994-                                    | Claude Vinot            | Divers droite                        |          |
| les dades anteriors no són pas conegudes |                         |                                      |          |
|                                          |                         |                                      |          |

## Demografia
| A partir de 1990: Població sense dobles comptes |